# Hubert Wu
Hubert Wu ((traditionell kinesiska: 胡鴻鈞, förenklad kinesiska:胡鸿钧, pinyin: Hú Hóngjūn) född 27 mars 1990, är en singer-songwriter och skådespelare från Hongkong.

## Diskografi
- Couple Getaway (2012)
- The Butterfly Lovers (2013)
- Knowing (2015)
- I Was Here (2017)
- Are You Feeling Blissful (2020)